# David Lama
David Lama (Innsbruck, 4 de agosto de 1990–Parque nacional Banff, Canadá, 16 de abril de 2019) fue un deportista austríaco que compitió en escalada, especialista en las pruebas de dificultad y bloques.
Ganó una medalla de bronce en el Campeonato Mundial de Escalada de 2009 y dos medallas de oro en el Campeonato Europeo de Escalada de 2006.

## Biografía
Hijo de madre austríaca y padre nepalí, se inició en la escalada deportiva a la edad de cinco años. Entre 2004 y 2008, compitiendo en escalada deportiva, ganó varias competiciones internacionales. En 2011 decidió cambiar a la escalada en roca, concentrándose en el alpinismo.
Su ascenso libre en 2012 de la ruta del Compresor del cerro Torre en la Patagonia es considerado un punto de referencia en el alpinismo internacional. En otoño de 2018 conquistó la cima de la montaña himalaya Lunag Ri (6895 m), en la frontera entre el Tíbet y Nepal, siendo el primero en lograrlo en solitario.
El 16 de abril de 2019 desapareció junto a Hansjörg Auer y el estadounidense Jess Roskelley tras una avalancha mientras descendían después de alcanzar la cima del Howse Peak en el Parque nacional Banff de las Montañas Rocosas canadienses. El 21 de abril fueron hallados los cuerpos de los tres montañeros.

## Palmarés internacional
| Campeonato Mundial | Campeonato Mundial        | Campeonato Mundial | Campeonato Mundial |
| Año                | Lugar                     | Medalla            | Prueba             |
| ------------------ | ------------------------- | ------------------ | ------------------ |
| 2009               | Xining ( China)           | Medalla de bronce  | Dificultad         |
| Campeonato Europeo |                           |                    |                    |
| Año                | Lugar                     | Medalla            | Prueba             |
| 2006               | Ekaterimburgo ( Rusia)    | Medalla de oro     | Dificultad         |
| 2006               | Birmingham ( Reino Unido) | Medalla de oro     | Bloques            |